# おもいで岬
『おもいで岬』（おもいでみさき）は、1976年2月1日に発売された新沼謙治のデビューシングル。

## 解説
- 日本テレビ系列「スター誕生!」へ新沼は過去に4回落選しながらも、1975年に5回目の決戦大会において、『哀恋記』（五木ひろし）を歌唱しようやく合格。苦労しながらも芸能界入りのデビューを掴んだ[2]。
- 新沼の歌手デビュー当時のキャッチフレーズは、「気持ちよく悲しい男」と評された。
- 作詞は「スター誕生!」審査員担当だった阿久悠、作曲は川口真による。
- 北海道のご当地ソングの一曲でもあり、歌詞中に「流氷」（オホーツク海）、「ハマナス」などが登場する。

## 収録曲
- 両楽曲共に、作詞：阿久悠／作曲：川口真

1. おもいで岬 (4分15秒)
編曲：あかのたちお
2. 初恋夜曲 (3分17秒)
編曲：川口真